# Fiddler’s Green Amphitheatre
Das Fiddler’s Green Amphitheatre ist ein Amphitheater in Denver.

## Geschichte und Nutzung
Am 11. Juni 1988 wurde die Veranstaltungsstätte als Fiddler’s Green Amphitheatre eröffnet. Diesen Namen behielt das Theater von 1988 bis 1995, 2003 bis 2010 und wieder seit 2013. Von 1995 bis 2003 war es als Coors Amphitheatre und in den Jahren 2010 bis 2013 als Comfort Dental Amphitheatre bekannt. Die Freiluftbühne befindet sich in Besitz des Museum of Outdoor Arts, kurz MOA. Es wird von AEG Live, einem Sub-Unternehmen der Anschutz Entertainment Group geleitet. Das Fiddler’s Green Amphitheatre bietet insgesamt Platz für 18.000 Zuschauer bei 7.500 festen Sitzplätzen und 10.500 Stehplätzen. In den Jahren 2013 und 2014 wurde die Veranstaltungsstätte für fünf Millionen US-Dollar renoviert.
Künstler wie Aerosmith, Alice in Chains, B.B. King, Backstreet Boys, Bob Dylan, Bon Jovi, Def Leppard, Depeche Mode, Elton John, Eric Clapton, John Lee Hooker, Kings of Leon, Metallica, die Red Hot Chili Peppers, Steve Winwood, Tina Turner und ZZ Top traten hier unter anderem schon auf.